# Erwin-Schrödinger-Stipendium
Das Erwin-Schrödinger-Stipendium ist ein Auslands-Stipendium, das in Österreich seit 1985 vom Fonds zur Förderung der wissenschaftlichen Forschung (FWF) an junge hochqualifizierte Forscher vergeben wird. Es trägt den Namen des österreichischen Physikers, Wissenschaftstheoretikers  und Nobelpreisträgers Erwin Schrödinger. Unter vielen anderen Stipendiaten sind Ernst Fehr, Martin Nowak, Markus Hengstschläger und Veit Krenn. Nach einem erhalten Erwin-Schrödinger-Stipendium schaffen 64 % der Fellows den Sprung zu einer Professur.
Zielsetzung ist die Förderung der Mitarbeit an führenden Forschungseinrichtungen im Ausland und der Erwerb von Auslandserfahrung in der Postdoc-Phase.
Der Forscher stellt einen Projektantrag, der begutachtet wird. Voraussetzungen sind ein abgeschlossenes Doktorat, internationale wissenschaftliche Publikationen, ein Einladungsschreiben der ausländischen Forschungsstätte sowie bei  Beantragung einer Rückkehrphase die Bestätigung der inländischen Forschungsstätte.